# فرزندپروری ال‌جی‌بی‌تی
فرزندپروری ال‌جی‌بی‌تی به فرزندپروری توسط افراد همجنس‌گرای زن، همجنسگرای مرد، دوجنس گرا یا تراجنسیتی (ال‌جی‌بی‌تی) اشاره می‌کند. که شامل موارد زیر می‌شود: کودکان بزرگ‌شده توسط زوج‌های هم‌جنس، کودکان بزرگ شده توسط یک والد ال‌جی‌بی‌تی و کودکان بزرگ شده توسط یک زن و شوهر که دست‌کم یک والد ال‌جی‌بی‌تی است.
افراد ال‌جی‌بی‌تی می‌توانند از روش‌های مختلف از جمله روابط فعلی یا سابق، سرپرستی، اهدای اسپرم، IVF و رحم اجاره‌ای بچه‌دار شده و فرزند را بزرگ کنند.
پژوهش‌های علمی نشان می‌دهد که زوج‌های هم‌جنس به همان اندازه زوج‌های غیر همجنس توانایی تربیت فرزند را دارند.

## اشکال

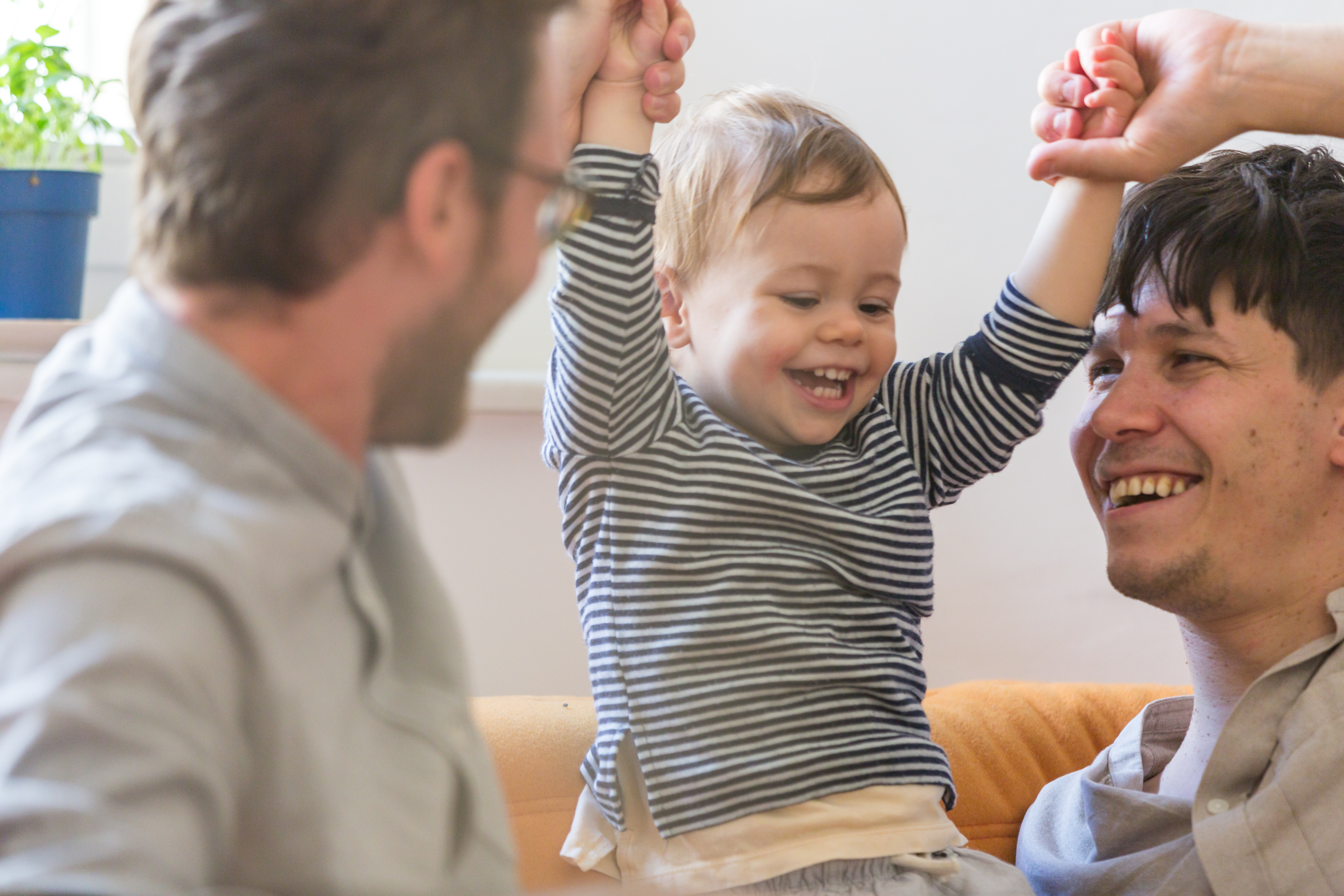
یک زوج همجنس با فرزند خود.

افراد ال‌جی‌بی‌تی همیشه می‌توانند از روش‌های مختلف از جمله روابط فعلی یا سابق، سرپرستی، نگهداری فرزند، اهدای اسپرم، IVF و رحم جایگزین بچه‌دار شوند. یک همجنس‌گرا یا تراجنسیتی که بعداً در زندگی تطبیق جنسیت انجام می‌دهد ممکن است به دلایل مختلف از طریق یک رابطه متقابل جنسیتی مانند یک ازدواج میان‌گرایشی بچه‌دار شود.
بعضی از کودکان نمی‌دانند والدین ال‌جی‌بی‌تی دارند؛ سخت بودن آشکارسازی متغیر است و بعضی از والدین ممکن است هیچ‌گاه ال‌جی‌بی‌تی بودن خود را برای فرزندانشان علنی نکنند.
بسیاری از همجنس‌گرایان، دوجنسگرایان و افراد تراجنسی والد هستند. برای مثال، در سرشماری سال ۲۰۰۰ ایالات متحده، ۳۳ درصد خانوارهای با زوج همجنس زن و ۲۲ درصد خانوارهای زوج همجنس مرد، حداقل یک کودک زیر ۱۸ سال را در خانه بزرگ می‌کند. در سال ۲۰۰۵، حدود ۲۷۰٬۳۱۳ کودک در ایالات متحده در خانوارهایی که توسط زوج‌های همجنس هدایت می‌شوند زندگی می‌کنند.

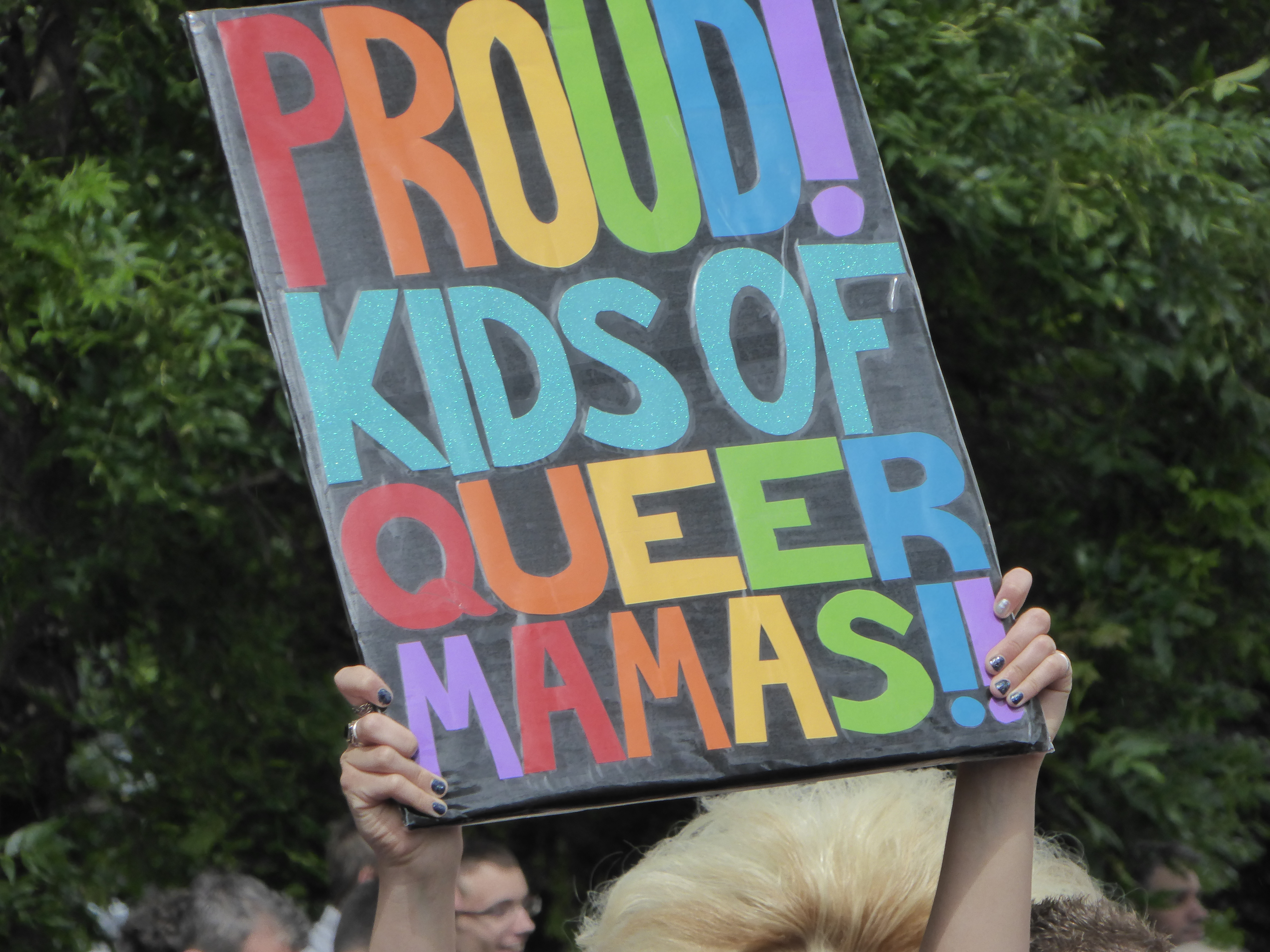

وضعیت حقوقی زوج‌های هم جنس در سراسر جهان: ^{1} در سوئیس قوانین تصویب قانون گام به گام در تاریخ ۱/۱/۲۰۱۸ اعمال شد.

### سرپرستی
سرپرستی مشترک زوج‌های همجنس در ۲۷ کشور و در برخی از مناطق (نه در سطح کشوری) قانونی است. علاوه بر این، ۵ کشور، تعدادی از روش‌های سرپرستی کودکان را قانونی کرده‌اند اگر شخص دیگر به‌طور بیولوژیک والد فرزند باشد.

### رحم اجاره‌ای
برخی از زوج های همجنس مرد تصمیم به داشتن رحم اجاره‌ای می‌گیرند. رحم اجاره‌ای متعلق به یک زن است که تخمکش با اسپرم یکی از مردان لقاح می‌گردد. بعضی از رحم برخی زنان برای پول اجاره می‌شوند، بعضی دیگر به دلایل انسان دوستانه یا هر دو. والدینی که از خدمات رحم اجاره‌ای استفاده می‌کنند ممکن است دچار استیگما شوند.

### تلقیح
تلقیح یک روش است که عمدتاً توسط زوج‌های همجنس زن استفاده می‌شود. این زمانی است که یک شریک با اسپرم اهدا کننده که از طریق سرنگ تزریق می‌شود تلقیح می‌شود. بعضی از مردان به دلایل بشردوستانه اسپرم اهدا می‌کنند، بعضی برای پول و بعضی هردو. در برخی از کشورها، اهدا کننده می‌تواند هویت خود را فاش نکند (به عنوان مثال در اسپانیا) و در برخی از کشور ها نمی‌توانند هویت خود را مخفی نگه دارد (مانند انگلستان).

### روش‌های در حال توسعه
در حال حاضر دانشمندان تحقیقات خود را در مورد انواع دیگر فرزندپروری ادامه می‌دهند تا بتواند به زوج‌های همجنس کمک کند که فرزند داشته باشند. یکی از روش‌ها استخراج اسپرم از سلول‌های بنیادی پوست است.

## آمار
براساس آمار سرشماری ایالات متحده که در دسامبر ۲۰۰۷ منتشر شده‌است، زوج‌های همجنسگرا با فرزند دارای منابع اقتصادی به طورقابل ملاحظه ای کمتر و نرخ مالکیت خانه کمتری نسبت به زوج‌های متاهل هستند.
بر اساس نظرسنجی ۲۰۱۳–۲۰۱۴ که توسط مؤسسه روانشناسی آکادمی علوم لهستان بر روی ۳٬۰۰۰ فرد ال‌جی‌بی‌تی ساکن آن کشور انجام شده ، ۹ درصد (۷/۱۱ درصد زنان و ۴/۶ درصد از مردان) از زوج‌های همجنس فرزند دارند. در سرشماری کانادا در سال ۲۰۱۱ نیز نتایج مشابهی را به دست آمده است - ۹٫۴٪ از زوج‌های همجنسگرا کانادایی فرزند بزرگ می‌کنند.

## پژوهش
تحقیقات علمی همواره نشان داده‌اند که والدین همجنس به اندازه والدین غیر همجنس مناسب و توانا هستند و فرزندانشان به لحاظ روان‌شناختی به اندازه ی فرزندان بزرگ شده توسط والدین غیر همجنس سالم و سازگار هستند. سازمان‌های بزرگ متخصصان بهداشت روان در ایالات متحده، کانادا و استرالیا تحقیقات تجربی معتبری که چیزی غیر از این را نشان دهد نیافته‌اند.
در ایالات متحده، مطالعات پیرامون تأثیر زوج‌های همجنس بر کودکان در دهه ۱۹۷۰ انجام شد و از دهه ۱۹۸۰ به سبب افزایش تعداد والدین همجنسی که دنبال حق قانونی نگهداری از کودکان بیولوژیکیشان بودند گسترش یافت.

### اجماع
تحقیقات علمی که مستقیماً کودکان با والدین همجنس را با کودکان با والدین دگرجنس مقایسه می‌کند، نشان می‌دهد که فرزندان دارای والدین همجنس از لحاظ جسمی یا روحی به اندازه فرزندان دارای والدین غیر همجنس سالم، و توانا، هستند با وجود واقعیتی که تبعیض و نابرابری قابل توجه قانونی همچنان برای این خانواده‌ها وجود دارد. انجمن‌های عمده متخصصان بهداشت روان در ایالات متحده، کانادا و استرالیا تحقیقات تجربی معتبری که خلاف این را نشان دهد نیافته‌اند. وندی منینگ، جامعه‌شناس، نتیجه‌گیری می‌کند که «مطالعات نشان می‌دهد که فرزندان در خانواده‌های با والد هم‌جنس، به اندازه فرزندان بزرگ شده در خانواده‌های دگرجنس در طیف گسترده‌ای از معیارها فرزندشان عملکرد یکسانی دارد: عملکرد تحصیلی، توسعه شناختی، توسعه اجتماعی، سلامت روانشناختی، فعالیت جنسی زودرس و سوء مصرف مواد» طیف وسیعی از این مطالعات اجازه می‌دهد تا نتیجه‌گیری فراتر از طیف باریکی از سلامت کودکان بررسی شود و پژوهش‌های بیشتر نشان می‌دهد که قانونی‌سازی ازدواج وضعیت مالی، روانی و فیزیولوژیک والدین را بهبود می‌دهد و کودکان از بزرگ شدن توسط والدینی که ازدواجشان توسط حکومت به رسمیت شناخته شده‌است نفع می‌برند. شواهدی وجود دارد که خانواده‌های با والد همجنس در توزیع فعالیت‌های مراقبت از خانه و مراقبت از فرزندان نسبت به دیگران توازن بیشتری دارند و بنابراین با احتمال بیشتری از نقش جنسیتی سنتی فاصله می‌گیرند. همچنین، آکادمی پزشکی اطفال آمریکا گزارش می‌دهد که در مورد علایق و سرگرمی‌ها، بین کودکان با والدین همجنس و والدین دگرجنس‌گرا تفاوتی وجود ندارد.